# Douglas DC-2
Douglas DC-2 là một loại máy bay chở khách 14 chỗ, hai động cơ, do hãng Douglas Aircraft Corporation chế tạo vào năm 1934. Đây loại cạnh tranh với Boeing 247. Năm 1935, Douglas phát triển phiên bản lớn hơn gọi là DC-3, loại này trở thành một trong những máy bay thành công nhất trong lịch sử.

## Biến thể

### Dân sự

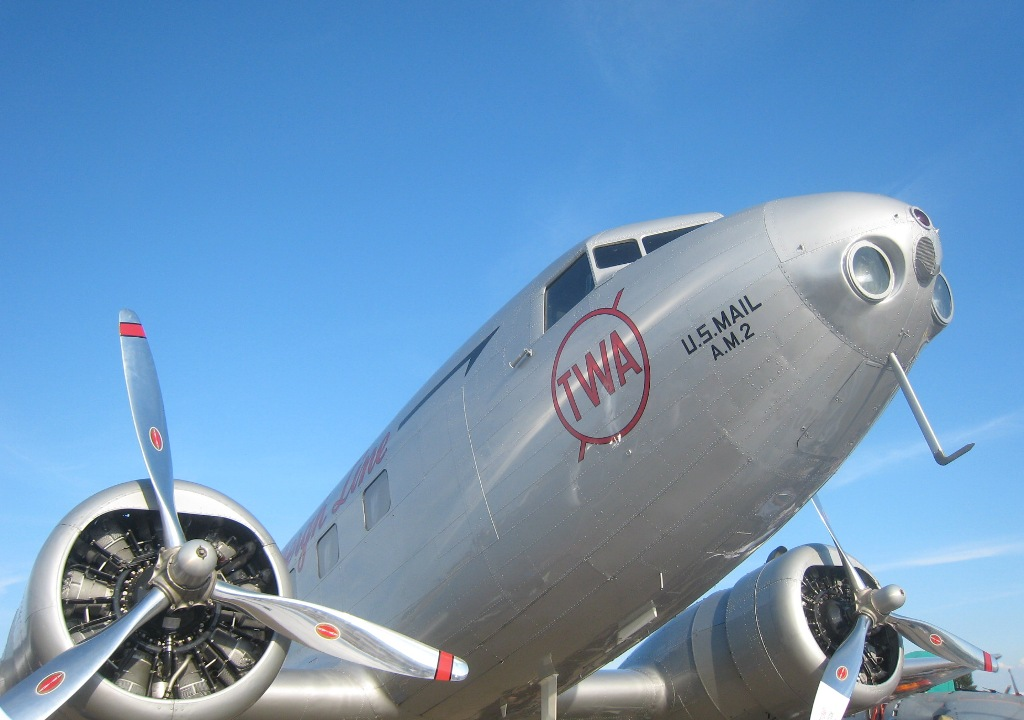
Douglas DC-2

DC-2
DC-2A
DC-2B
Nakajima-Douglas DC-2 Transport
Airspeed AS.23

### Quân sự

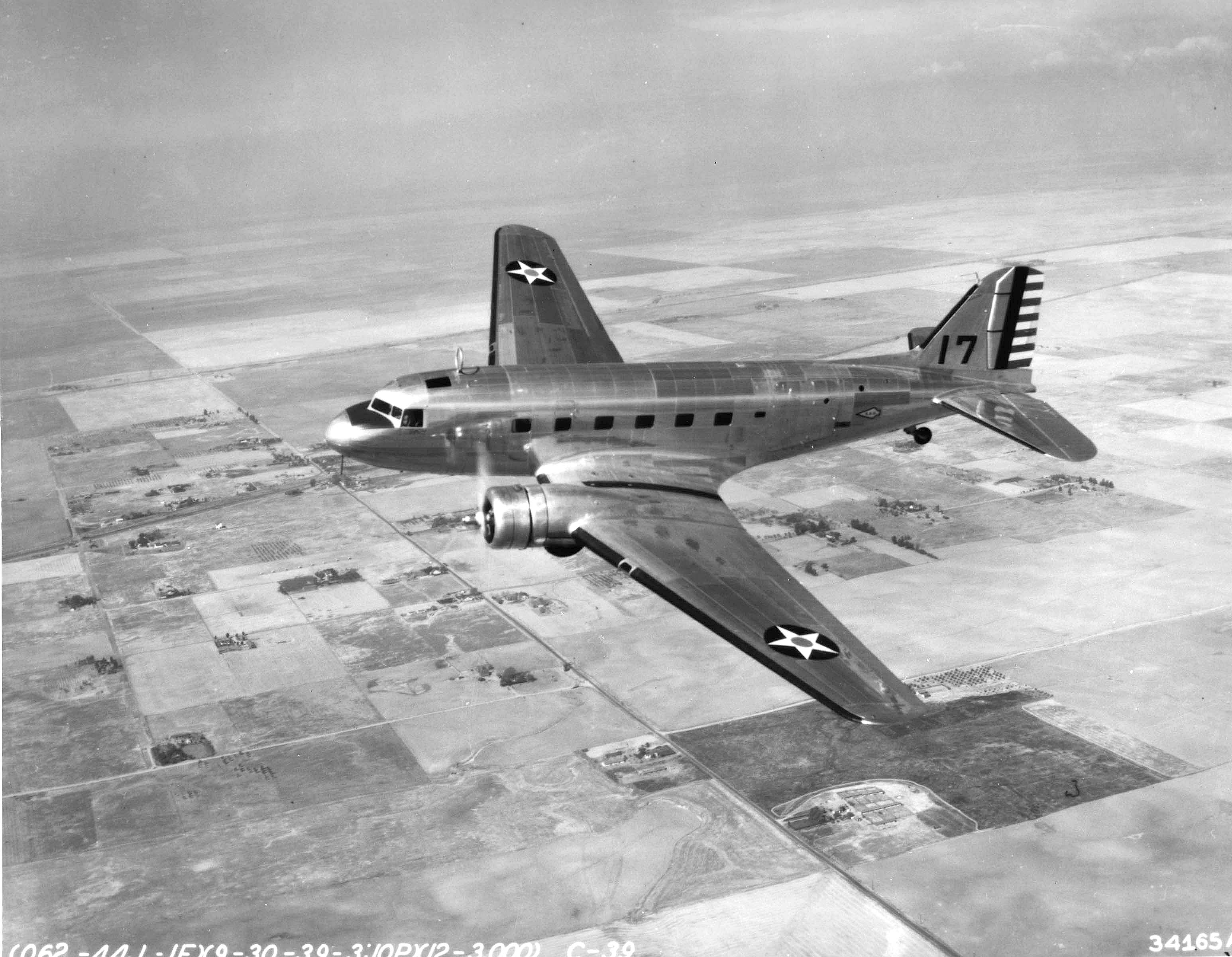
Douglas C-39 phiên bản hiện đại hóa dùng cho vận tải quân sự của DC-2

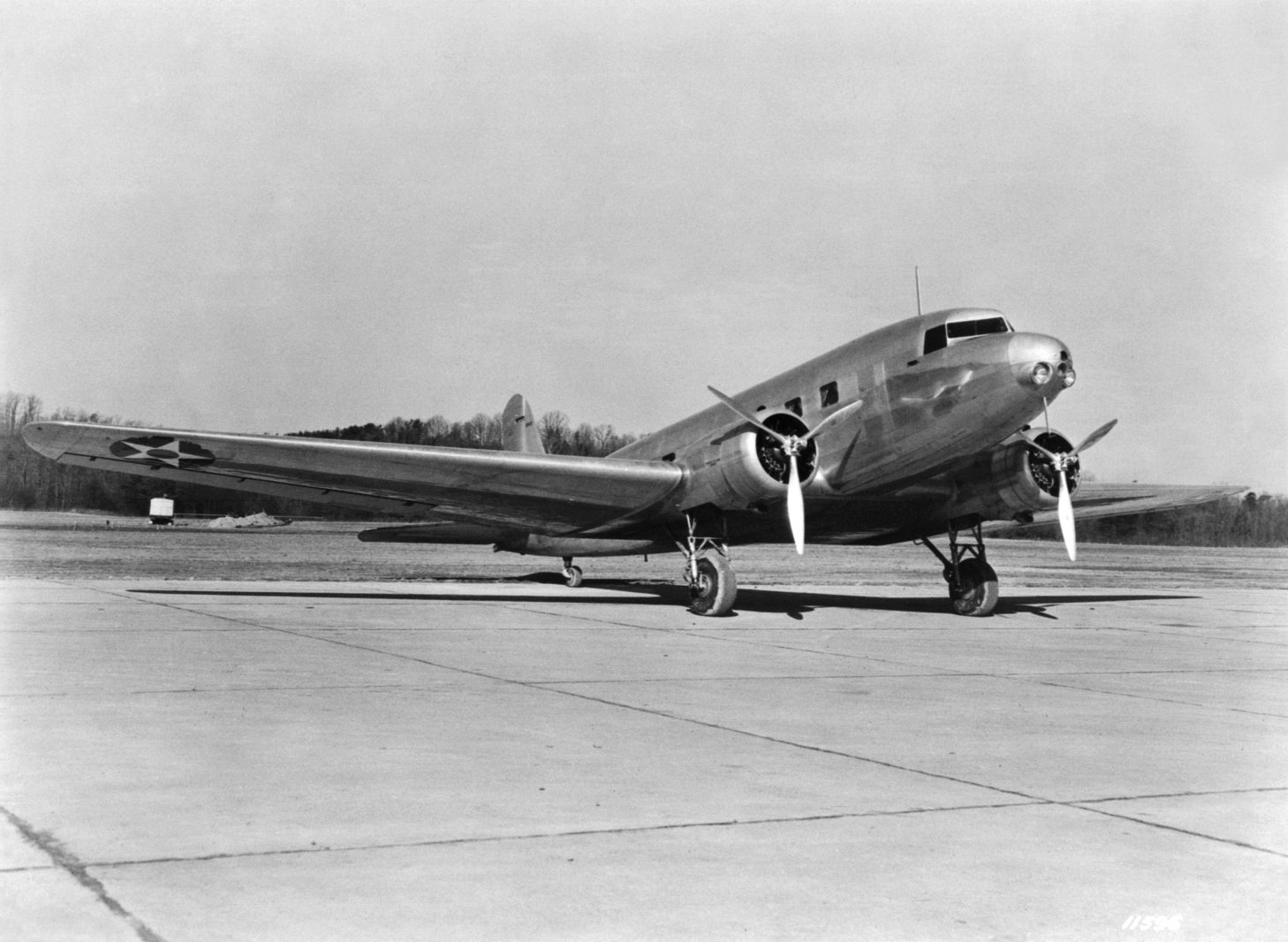
Douglas R2D-1 tại Langley

XC-32
C-32A
C-33
YC-34
C-38
C-39
C-41
C-42
R2D-1

## Quốc gia sử dụng
♠ Các hãng sử dụng ban đầu

### Dân sự
Úc
- Australian National Airways
- Holymans Airways ♠

 Brasil
- Aerovias Brasil
- Aerovias Minas Gerais
- Cruzeiro do Sul
- Panair do Brasil

 Đài Loan
- CNAC

 Tiệp Khắc
- ČLS (Československá Letecká Společnost, Czechoslovak Air Transport Company) ♠

 Dutch East Indies
- KNILM (Royal Netherlands Indian Airways) ♠

 Phần Lan
- Aero O/Y

 Honduras
- SAHSA

 Germany
- Deutsche Lufthansa ♠

 Ý
- Avio Linee Italiane ♠

 Nhật Bản
- Great Northern Airways ♠
- Japan Air Transport
- Imperial Japanese Airways

 Manchukuo
- Manchurian Airlines

 Mexico
- Mexicana

 Hà Lan
- KLM ♠

 Ba Lan
- LOT Polish Airlines ♠

 Cộng hòa Tây Ban Nha
- Líneas Aéreas Postales Españolas ♠

 Thụy Sĩ
- Swissair ♠

 United States
- American Airlines ♠
- Braniff Airways
- Delta Air Lines
- Eastern Air Lines ♠
- General Air Lines ♠
- Pan American Airways ♠
- Pan American-Grace Airways (Panagra) ♠
- Transcontinental & Western Air (TWA) ♠

 Uruguay
- PLUNA sử dụng 2 chiếc DC-2 mua lại từ Panair do Brasil.

### Quân đội và chính phủ
Argentina
- Không quân Hải quân Argentina; Úc
- Không quân Hoàng gia Australia

 Áo
- Chính phủ Áo

 Phần Lan
- Không quân Phần Lan

 Pháp
- Chính phủ Pháp

 Germany
- Luftwaffe

 Nhật Bản
- Không quân Lục quân Đế quốc Nhật Bản

 Cộng hòa Tây Ban Nha
- Không quân Tây Ban Nha

 Anh Quốc
- Không quân Hoàng gia

 United States
- Quân đoàn Không quân Lục quân Hoa Kỳ ♠
- Không quân Lục quân Hoa Kỳ
- Thủy quân Lục chiến Hoa Kỳ ♠
- Hải quân Hoa Kỳ ♠

## Tính năng kỹ chiến thuật (DC-2)
Đặc điểm tổng quát
- Tổ lái: 2-3
- Sức chuyên chở: 14 hành khách
- Chiều dài: 62 ft 6 in (19,1 m)
- Sải cánh: 85 ft 0 in (25,9 m)
- Chiều cao: 15 ft 10 in (4,8 m)
- Diện tích cánh: 940 ft² (87,3 m²)
- Trọng lượng rỗng: 12.455 lb (5.650 kg)
- Trọng lượng có tải: 18.560 lb (8.420 kg)
- Động cơ: 2 × Wright GR-1820-F53 Cyclone, 730 hp (540 kW)  mỗi chiếc

 Hiệu suất bay 
- Vận tốc cực đại: 210 mph trên độ cao 6.800ft (338 km/h)
- Tầm bay: 1.085 mi (1.750 km)
- Trần bay: 22.750 ft (6.930 m)
- Vận tốc leo cao: 1.030 ft/phút (310 m/phút)